# Клемънт Грийнбърг
Клемънт Грийнбърг (на английски: Clement Greenberg) е американски художествен критик и културен философ, оказал огромно влияние върху развитието на съвременното изкуство. Ключов теоретик на абстрактния експресионизъм, автор на идеята за „плоскостност на картината“.

## Биография
Роден е на 16 януари 1909 година в Бронкс, Ню Йорк. Родителите му са еврейски имигранти от Руската империя, той е първият от тримата им синове. Завършва гимназия „Еразмус Хол“, а след това Сиракюзкия университет (1930).
Умира през 1994 година на 85-годишна възраст.

## Авангард и кич
Известността си като изкуствовед Грийнбърг дължи на статията „Авангард и кич“, чиято първа публикация се осъществява в троцкисткото списание „Партизан ривю“ през есента на 1939 г. В статията Грийнбърг противопоставя две основни според него тенденции в изкуството – авангард, като продължение на академичното изкуство при новите условия, и кич, като резултат от буржоазната пропаганда. Авангардът и изкуството на модернизма, твърди Грийнбърг, са начин на съпротива на културата пред опасността да бъде унищожена от буржоазната пропаганда.